# Los misterios de Udolfo
Los misterios de Udolfo (en inglés, The Mysteries of Udolpho o The Mysteries of Udolpho, A Romance; Interspersed with Some Pieces of Poetry) es una novela escrita por Ann Radcliffe. Se publicó en el verano de 1794 por G. G. y J. Robinson de Londres en 4 volúmenes. Es la cuarta y más famosa novela de la autora. Los misterios de Udolfo cuenta las aventuras de Emily St. Aubert quien sufre, entre otras calamidades, la muerte de su padre, terrores sobrenaturales en un sombrío castillo, y las maquinaciones de un bandolero italiano. A menudo se la cita como el modelo arquetípico de la novela gótica. Los misterios de Udolfo tiene un papel destacado en la obra de Jane Austen La abadía de Northanger, en la que una impresionable joven, después de leer la novela de Radcliffe, empieza a ver a sus amigos y conocidos como villanos y víctimas góticos, con divertidos resultados. También se cita esta obra en Otra vuelta de tuerca, de Henry James, como parte de un soliloquio de la institutriz de dos niños en medio de una casa de campo.

## Trama
Los misterios de Udolfo es el romance gótico por antonomasia, repleto de incidentes de terror físico y psicológico; castillos remotos y ruinosos; acontecimientos supuestamente sobrenaturales; un villano melancólico y retorcido; y una heroína perseguida. A esto Radcliffe le añade extensas descripciones de paisajes exóticos en los Pirineos y los Apeninos. Se enmarca en el año 1584 en el sur de Francia y norte de Italia. 
Emily St. Aubert, joven francesa se queda huérfana después de la muerte de su padre. Es encerrada en el castillo Udolfo en las manos del Signor Montoni, un bandolero italiano que se ha casado con su tía, Madame Cheron. El romance de Emily con Valancourt, el hermano menor del conde Duvarney, queda frustrado por Montoni y otros. Emily quiere descubrir también una explicación de la misteriosa relación entre su padre y la marquesa de Villeroi, un misterio que parece tener algo que ver con el castillo Udolfo.
Al principio del relato se presenta a Emily, que comparte con su padre un lazo especialmente estrecho, debido a su amor por la naturaleza. Tras la muerte de su madre por una grave enfermedad, la relación entre Emily y su padre se estrecha aún más. Ambos viajan a Suiza, donde conocen a Valancourt, un guapo hombre que también siente un parentesco casi místico con el mundo natural. Emily y Valancourt pronto se enamoran.
El padre de Emily muere y la envían a vivir con su tía, Madame Cheron (más tarde conocida como Madame Montoni), quien no tiene nada en común con ella y le muestra poco afecto. Madame Cheron se casa con Montoni, el villano de la historia. Montoni lleva a Madame Montoni y Emily a Udolfo, separando así a Emily de su pretendiente (Valancourt), en el que Montoni amenaza a Madame con violencia para forzarle a entregarle sus propiedades en Toulouse, que si ella muere irían en principio a Emily. Se suceden acontecimientos estremecedores dentro del castillo, y al final, Emily recupera el control de su herencia y se une a Valancourt.

## Personajes
Emily St. Aubert: Emily es la protagonista. Mucha de la acción se narra desde su punto de vista. Es inusualmente bella y dulce, con una figura delgada y graciosa. En cuanto a su carácter, es virtuosa, firme, sensible y decidida.
St. Aubert: El padre de Emily muere al principio de la novela, mientras se encuentra de viaje con Emily y Valancourt. Advierte a Emily en su lecho de muerte que no debe ser víctima de sus sentimientos, sino que debe dominar sus emociones. Su desconocida relación con la marquesa de Villeroi es uno de los misterios centrales de la novela.
Valancourt: El hermano menor del conde Duvarney, Valancourt conoce a Emily mientras viaja por los Pirineos. Es un guapo joven de noble carácter. St. Aubert considera a Valancourt un buen partido para su hija, pero Valancourt tiene mala salud.
Madame Cheron: La hermana de St. Aubert y tía de Emily. Madame Cheron es egoísta, rica, viuda, que vive de su patrimonio cerca de Toulouse cuando Emily viene a vivir con ella después de la muerte de St. Aubert.
Montoni: Es el malvado, el antagonista de esta historia. Representa el lado más oscuro.
Conde Morano: Es Montoni quien presenta al conde Morano y Emily, pues quiere que ella se case con este conde. Emily lo rechaza pero Morano sigue persiguiéndola en Venecia y más tarde en Udolfo.
Annette: Doncella que acompaña a Madame Cheron desde Francia, Annette es boba y dada a las exageraciones y la superstición, pero es honrada y leal.
Ludovico: Ludovico es uno de los criados de Montoni. Se enamora de Annette y ayuda a Emily.
Los misterios de Udolfo es importante porque ocurren en ella acontecimientos estremecedores y aparentemente sobrenaturales, pero a los que al final se les da una explicación racional por Radcliffe, y la novela fue una de las obras parodiadas en La abadía de Northanger, de Jane Austen. Aunque se la conoce sobre todo por la parodia de Austen, Los misterios de Udolfo fue muy popular en su época y fue alabada por autores como Sir Walter Scott.

## Curiosidades
- De acuerdo con el contrato de Ann Radcliffe para Los misterios de Udolfo, conservado en la Biblioteca de la Universidad de Virginia, le pagaron quinientas libras (£500) por el manuscrito.
- Los misterios de Udolfo tiene un pequeño papel en la obra de Tom Stoppard titulada Arcadia, pues uno de sus personajes describe un jardín como propio de Udolfo (edición inglesa Faber and Faber edition, pág. 13).
- Henry James menciona el "misterio de Udolfo" en The Turn of the Screw, al comienzo del capítulo IV: "Había un 'secreto' en Bly –un misterio de Udolfo o un pariente loco, innombrable, mantenido en un ignorado confinamiento?"
- Este libro es mencionado varias veces en la novela La abadía de Northanger de Jane Austen, siendo así un elemento que contasta la ficción y el misterio con la verdad y las debilidades humanas de la protagonista.
- La novela se menciona en Los hermanos Karamázov durante el juicio de Dimitri en relación con un dinero desaparecido; el abogado defensor dice: "Son precisamente estas consideraciones las que han llevado al acusador a suponer que el dinero fue escondido en algún lugar, en alguna grieta, del pueblo de Mókroie. ¿No será, por ventura, en los sótanos del castillo de Udolfo, señores? ¿No es fantástico, no es cosa de novela esa conjetura?"